# Iglesia de San Andrés (Encinasola)
La iglesia de San Andrés de Encinasola (provincia de Huelva, España) es un edificio exento que se sitúa en el centro de la villa, rodeado por un caserío dispuesto según un viario de forma radial. Consta de una sola nave dividida en tres tramos y tiene planta de salón, con muros de gran espesor, que pueden explicarse por encontrarse la localidad en la primera línea defensiva de la frontera con Portugal. Se construyó en el siglo XVI.

## Patrimonio

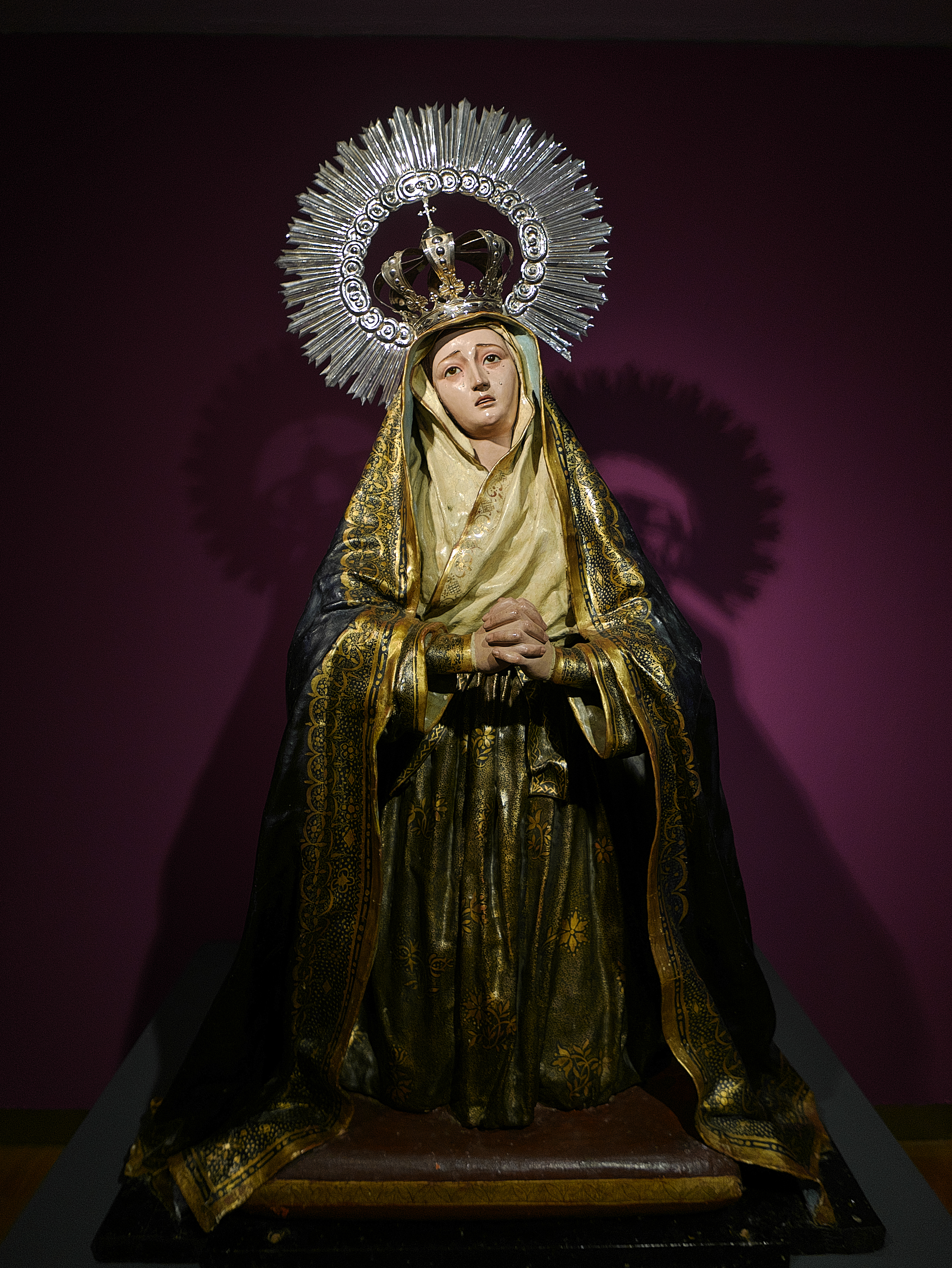
Dolorosa arrodillada atribuida a Cristóbal Ramos

Entre el patrimonio escultórico del templo podemos destacar la imagen de la dolorosa arrodillada, atribuida a Cristóbal Ramos.